# Mazzano Romano
Mazzano Romano là một đô thị ở tỉnh Roma trong vùng Latium thuộc Ý, có cự ly khoảng 35 km về phía bắc của Roma. Tại thời điểm ngày 31 tháng 12 năm 2004, đô thị này có dân số 2.621 người và diện tích là 28,9 km².
Mazzano Romano giáp các đô thị: Calcata, Campagnano di Roma, Castel Sant'Elia, Faleria, Magliano Romano, Nepi.